# Jegemkuł Tasanbajew
Jegemkuł Tasanbajuły Tasanbajew (kaz. Егемқұл Тасанбайұлы Тасанбаев, ur. 10 lutego?/23 lutego 1917 w rejonie karatasskim w guberni syrdarskiej (obecnie obwód południowokazachstański), zm. 18 sierpnia 2006 w Szymkencie) – kazachski radziecki polityk i działacz partyjny, Bohater Pracy Socjalistycznej (1957).

## Życiorys
Od 1935 pracował w drukarni, w latach 1937–1938 studiował w Kazachskim Komunistycznym Uniwersytecie Dziennikarstwa, 1938–1940 odbywał służbę w Armii Czerwonej, od 1939 członek WKP(b). W latach 1940–1941 sekretarz odpowiedzialny redakcji gazety „Za bolszewistskije kołchozy”, następnie instruktor Wydziału Organizacyjnego Karataskiego Komitetu Rejonowego Komunistycznej Partii (bolszewików) Kazachstanu, 1941–1947 ponownie służył w Armii Czerwonej, brał udział w wojnie z Niemcami i z Japonią, w grudniu 1942 był pomocnikiem szefa Wydziału Politycznego ds. Komsomołu 100 Samodzielnej Brygady Piechoty 39 Armii Frontu Kalinińskiego w stopniu kapitana, dwukrotnie ranny. Po demobilizacji był funkcjonariuszem partyjnym, w latach 1948–1954 instruktor i pomocnik sekretarza Południowokazachstańskiego Komitetu Obwodowego KP(b)K, II sekretarz Iljiczewskiego Komitetu Rejonowego KPK, 1954–1956 słuchacz Wyższej Szkoły Partyjnej przy KC KPZR, od 1956 I sekretarz Iljiczewskiego Komitetu Rejonowego KPK, od 1963 pracował w Uzbeckiej SRR, gdzie był przewodniczącym Komitetu Organizacyjnego Prezydium Rady Najwyższej Uzbeckiej SRR na obwód syrdarski. W latach 1963–1970 przewodniczący Komitetu Wykonawczego Syrdarskiej Rady Obwodowej, 1969–1970 I sekretarz Syrdarskiego Komitetu Obwodowego Komunistycznej Partii Uzbekistanu, 1970–1975 minister sowchozów Uzbeckiej SRR, 1975–1978 zastępca szefa Gławsriedazrissowchozstroja, 1978–1985 szef obwodowego zarządu Kazzagotchłopkoproma, następnie na emeryturze. Deputowany do Rady Najwyższej ZSRR 8 kadencji (1970–1974).

## Odznaczenia
- Medal Sierp i Młot Bohatera Pracy Socjalistycznej (8 czerwca 1957)
- Order Lenina (dwukrotnie)
- Order Rewolucji Październikowej (27 sierpnia 1971)
- Order Wojny Ojczyźnianej I klasy (11 marca 1985)
- Order Czerwonego Sztandaru Pracy (trzykrotnie – 1 marca 1965, 10 grudnia 1973 i 22 lutego 1982)
- Order Czerwonej Gwiazdy (3 grudnia 1942)

I medale.